# エリマキシギ

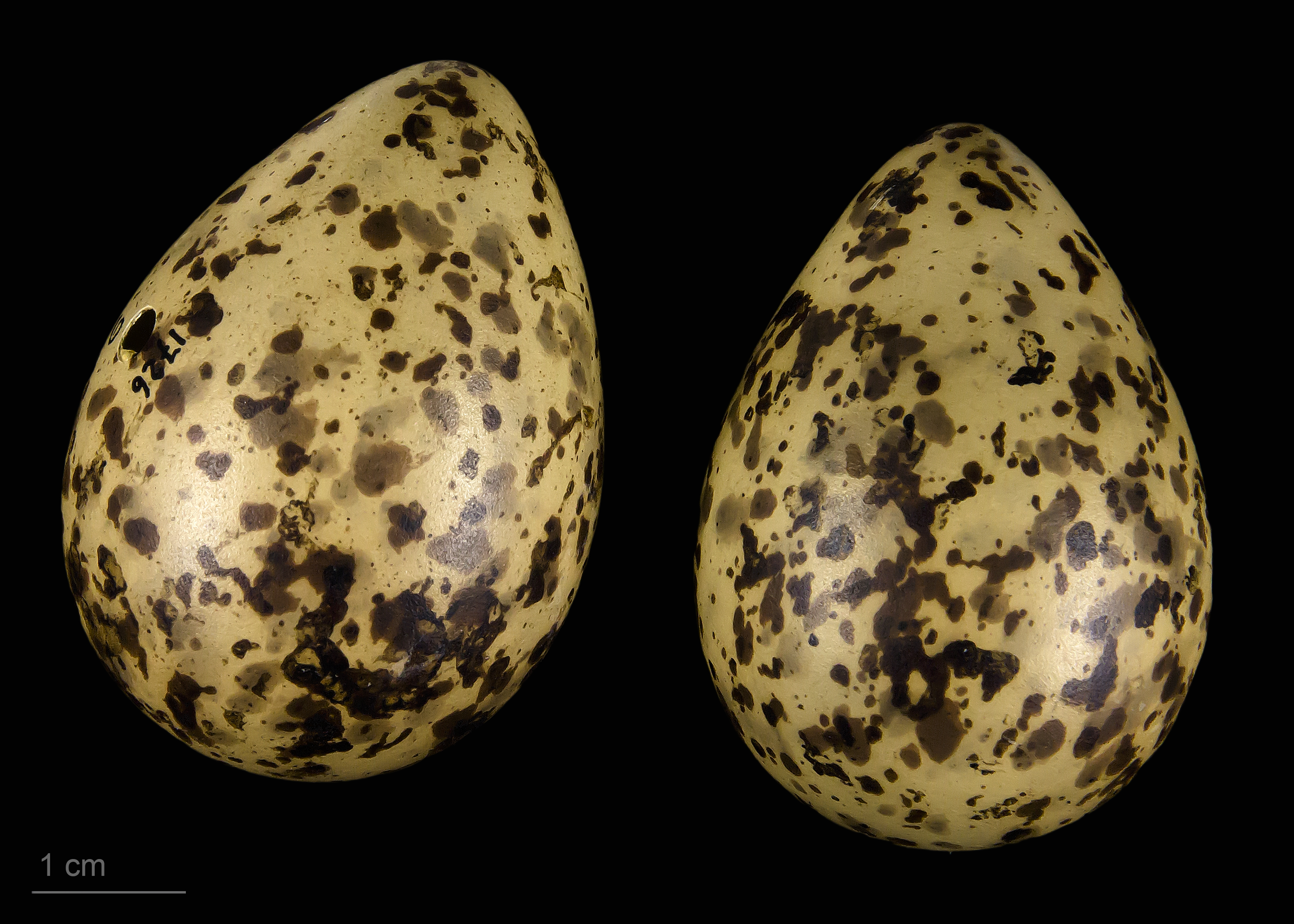
Calidris pugnax

エリマキシギ（襟巻鷸、学名：Calidris pugnax）とは、チドリ目シギ科に分類される鳥類の一種である。以前はエリマキシギ属（Philomachus）に分類されていたが、最近の研究でオバシギ属（Calidris）に分類された。

## 分布
ユーラシア大陸の北部から北極圏にかけての、湿地帯や牧草地で繁殖する。ロシア中部で繁殖する個体もある。冬期は、地中海沿岸からアフリカ、インド、オーストラリア南部などに渡りをおこない越冬する。
日本は渡りの通過点にあたり、「旅鳥」として春と秋に少数が観察される。西日本では、時々越冬する個体もいる。日本で観察されるのはほとんど冬羽だが、春には襟巻きが生えかけたオスが見られることもある。

## 形態
体長は雄が約29cm、雌が約22cm。他のシギ類とくらべるとやや首が長めで、くちばしが短い。雌雄の冬羽と雌の夏羽は全身が黒褐色に淡い褐色のまだらもようであまり目立たないが、雄は繁殖期になると名前のとおり首に襟巻きのような長い羽毛が生え、体色も褐色、黒、白などいろいろな模様に変わる。なお、襟巻きがなく、雌と見分けのつかない雄も1%程度いる。英名も襞襟（ひだえり、英: Ruff）に由来する。

## 生態
繁殖期には、雄たちは繁殖地のそれぞれきまった場所（レック）で、互いに競い合うように襟巻きを広げて求愛行動をおこなう。雄の求愛行動は情熱的だが、子育ては雌だけがおこなう。
日本に渡来時は、干潟や休耕田に生息し、甲殻類やゴカイ、昆虫類等を捕食している。

## 画像

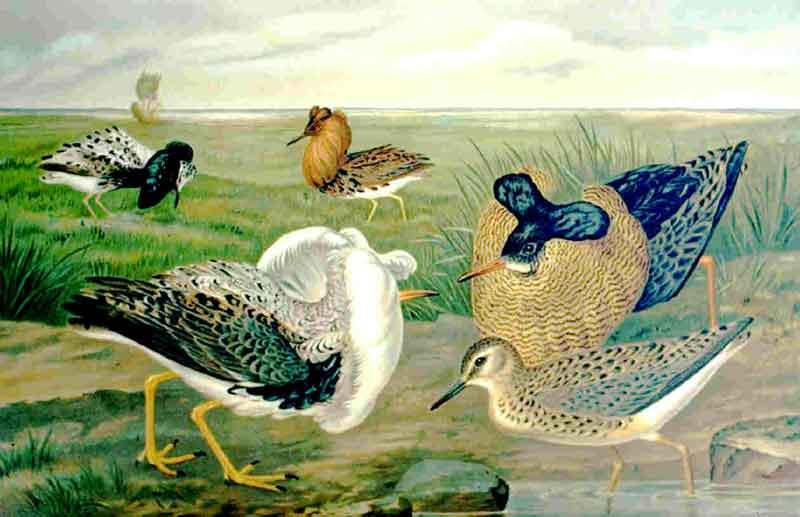